# Ранг матрице
Ранг матрице је један од најважнијих појмова линеарне алгебре, области математике. У извесном смислу, ранг мери „пуноћу“ матрице и њој одговарајућег линеарног пресликавања. Појам комплементаран рангу је дефект матрице.

## Дефиниција
Постоји неколико еквивалентних дефиниција ранга матрице. Најчешће се он дефинише као димензија слике матрице, односно као димензија простора који генеришу (каткад се каже и „разапињу“) њене колоне. Другим речима, ранг матрице је највећи број њених линеарно независних колона.
Векторски простор који генеришу колоне матрице назива се и њеним простором колона, а његова димензија рангом колона. Аналогно, простор врста је векторски простор који генеришу врсте матрице, док његову димензију називамо рангом врста. Ранг врста и ранг колона сваке матрице су једнаки, одакле и за оба назив „ранг“ без даљег одређења. Посебно је ранг матрице једнак рангу њој транспоноване матрице.
Елементарне операције над врстама и колонама матрице не мењају њен ранг. Стога еквивалентне (и посебно сличне) матрице имају једнак ранг. Све матрице линеарног пресликавања између два векторска простора у односу на произвољан пар њихових база су еквивалентне; њихов заједнички ранг се назива и рангом датог линеарног пресликавања и једнак је димензији његове слике. Ранг матрице је такође једнак броју водећих колона у по врстама сведеном ешелонском облику матрице; ова дефиниција се често користи у уводним курсевима линеарне алгебре. Алтернативно, матрица се може коришћењем елементарних операција и над врстама и над колонама свести на тачно једну еквивалентну јој матрицу чији су сви елементи нуле изузев што на извесном броју првих места дуж главне дијагонале стоје јединице; ранг полазне матрице једнак је броју јединица у њеном тако сведеном облику.
Детерминантни ранг матрице је ред највеће њене инверзибилне подматрице, односно највећег њеног не-нула минора. Детерминантни ранг матрице једнак је њеном рангу.

## Својства ранга
Ранг m&times;n матрице је цео број између 0 и min(m,n). Једина матрица ранга нула је нула-матрица. Квадратна матрица реда n је ранга n ако и само ако је инверзибилна, стога за инверзибилне матрице кажемо и да су „пуног ранга“. Општије, ранг дијагонализабилне квадратне матрице једнак је броју њених не-нула својствених вредности, рачунајући са вишеструкостима. Ако је 0&le;k&le;n и P матрица пројекције простора  на неки његов k-димензиони потпростор (ортогоналне или дуж ма ког комплементарног (n&nbsp;&minus;&nbsp;k)-димензионог потпростора), тада је P ранга k. Свака матрица ранга k је производ инверзибилне матрице и матрице пројекције на неки k-димензиони потпростор.
Линеарно пресликавање  је мономорфизам (инјективно) ако и само је r(L)&nbsp;=&nbsp;n, а епиморфизам (сурјективно) ако и само ако је r(L)&nbsp;=&nbsp;m. За m&nbsp;&times;&nbsp;n матрицу кажемо да је „пуног ранга колона“ ако је r(A)&nbsp;=&nbsp;n, односно „пуног ранга врста“ ако је .
Један од најважнијих исказа о рангу матрице, који понекад називају и основном теоремом линеарне алгебре, јесте следећи
Став према рангу и дефекту: За сваку m&nbsp;&times;&nbsp;n матрицу A је
.
Значајно својство ранга матрице је и следећа Силвестерова неједнакост:
,
која важи за сваке три матрице A, B, C формата таквог да су сви матрични производи у неједнакости дефинисани. Посебно је за сваке две m&nbsp;&times;&nbsp;n и n&nbsp;&times;&nbsp;p матрице A и B
.
Ранг производа AB је једнак рангу матрице  ако је  пуног ранга врста, и рангу матрице  ако је  пуног ранга колона.
Коначно, како је , то је према ставу о рангу и дефекту и
.
Према овој једнакости је ранг реалне матрице једнак броју њених не-нула сингуларних вредности.

## Ранг и системи линеарних једначина
Кронекер-Капелијева теорема тврди да је систем линеарних једначина
конзистентан ако и само ако је ранг проширене матрице система &#091;&nbsp;A&nbsp;&#058;&nbsp;b&nbsp;&#093; једнак рангу матрице коефицијената система A.
Ранг матрице може понудити и додатне информације о броју решења линеарног система (формата m&nbsp;&times;&nbsp;n), на пример:
- Ако је r(A)&nbsp;=&nbsp;m, тада ће систем у ВСЕО имати водећу променљиву у свакој од једначина и стога је нужно конзистентан, са јединственим решењем ако је m&nbsp;=&nbsp;n или бесконачно много решења (која чине афини потпростор димензије n&nbsp;&minus;&nbsp;m ако је .
- Ако је , тада су све променљиве водеће у сведеном облику, па је систем или неконзистентан или има јединствено решење, већ зависно од тога да ли је ранг проширене матрице система једнак n&nbsp;+&nbsp;1 или n.
- Ако је , тада систем има и слободних променљивих у сведеном облику, па је или неконзистентан или има бесконачно много решења, зависно од тога да ли је ранг проширене матрице система већи или једнак r(A).

## Нумеричко израчунавање
Ранг матрице се увек може израчунати Гаусовим поступком елиминације, али је у нумеричким израчунавањима која користе аритметику покретног зареза овај поступак ( декомпозиција) нестабилан. Уместо њега, чешће се користе декомпозиција по сингуларним вредностима или  декомпозиција са пивотима. Нумеричко одређивање ранга увек укључује и практични избор прага помоћу којег се одређује када елемент јако мале нумеричке вредности треба третирати као нулу, који ће зависити од својстава матрице и конкретне примене.

## Уопштења
Ранг се дефинише и за матрице над произвољним прстеновима. У овим уопштењима, ранг колона (највећи број линеарно независних колона), ранг врста, димензија простора колона, димензија простора врста, детерминантни ранг, итд. могу бити међусобно различити или не бити дефинисани.
Ранг глатког пресликавања између две глатке многострукости у некој тачки се дефинише као (линеарни) ранг његовог диференцијала.